# Kalmonsaari (ö i Kajanaland)
Kalmonsaari är en ö i Finland. Den ligger i sjön Piltunginjärvi och i kommunen Puolango i den ekonomiska regionen  Kehys-Kainuu  och landskapet Kajanaland, i den centrala delen av landet, 500 km norr om huvudstaden Helsingfors. Öns area är 0,2 hektar och dess största längd är 60 meter i nord-sydlig riktning.